# 王经燕
王经燕（—1928年6月），又名王翼心，女，江西永修人，中国革命烈士，曾任中共江西省委机关秘书，组织部代理部长。

## 家庭
丈夫张朝燮。